# Halowe Mistrzostwa Europy w Lekkoatletyce 2019 – siedmiobój mężczyzn
Siedmiobój mężczyzn – jedna z konkurencji technicznych rozgrywanych podczas halowych lekkoatletycznych mistrzostw Europy w hali Emirates Arena w Glasgow. Tytułu mistrza sprzed dwóch lat nie bronił Francuz Kévin Mayer.

## Terminarz
| Data    | Godzina |                           |
| ------- | ------- | ------------------------- |
| 2 marca | 10:08   | Bieg na 60 m              |
| 2 marca | 12:05   | Skok w dal                |
| 2 marca | 18:02   | Pchnięcie kulą            |
| 2 marca | 19:50   | Skok wzwyż                |
| 3 marca | 10:06   | Bieg na 60 m przez płotki |
| 3 marca | 11:15   | Skok o tyczce             |
| 3 marca | 19:37   | Bieg na 1000 m            |

## Statystyka

### Rekordy
Tabela prezentuje halowy rekord świata, rekord Europy w hali, rekord halowych mistrzostw Europy, a także najlepsze osiągnięcia w hali w Europie i na świecie w sezonie 2019 przed rozpoczęciem mistrzostw.
|                                               | Zawodnik                | Wynik | Miejsce | Data               |
| --------------------------------------------- | ----------------------- | ----- | ------- | ------------------ |
| Rekord świata                                 | Ashton Eaton            | 6645  | Stambuł | 10 marca 2012(dts) |
| Rekord Europy                                 | Kévin Mayer             | 6479  | Belgrad | 5 marca 2017(dts)  |
| Rekord mistrzostw Europy                      | Kévin Mayer             | 6479  | Belgrad | 5 marca 2017(dts)  |
| Najlepszy wynik na świecie w 2019 roku (hala) | Thomas Van der Plaetsen | 6132  | Gandawa | 3 lutego 2019(dts) |
| Najlepszy wynik w Europie w 2019 roku (hala)  | Thomas Van der Plaetsen | 6132  | Gandawa | 3 lutego 2019(dts) |

### Najlepsze wyniki w Europie
Poniższa tabela przedstawia 10 najlepszych rezultatów na Starym Kontynencie w sezonie 2019 przed rozpoczęciem mistrzostw.

W zestawieniu nie ujęto rosyjskich lekkoatletów zawieszonych z powodu afery dopingowej.
| Pozycja | Zawodnik                | Reprezentacja | Wynik | Data                | Miejsce      |
| ------- | ----------------------- | ------------- | ----- | ------------------- | ------------ |
| 1.      | Thomas Van der Plaetsen | Belgia        | 6132  | 3 lutego(dts) br    | Gandawa      |
| 2.      | Jorge Ureña             | Hiszpania     | 6124  | 27 stycznia(dts) br | Cardiff      |
| 3.      | Janek Õiglane           | Estonia       | 6085  | 3 lutego(dts) br    | Tallinn      |
| 4.      | Basile Rolnin           | Francja       | 6025  | 17 lutego(dts) br   | Miramas      |
| 5.      | Fredrik Samuelsson      | Szwecja       | 6018  | 3 lutego(dts) br    | Uppsala      |
| 6.      | Andreas Bechmann        | Niemcy        | 6017  | 27 stycznia(dts) br | Halle        |
| 7.      | Jiří Sýkora             | Czechy        | 6006  | 10 lutego(dts) br   | Praga        |
| 8.      | Johannes Erm            | Estonia       | 5996  | 23 lutego(dts) br   | Fayetteville |
| 9.      | Karl Robert Saluri      | Estonia       | 5950  | 3 lutego(dts) br    | Tallinn      |
| 10.     | Jan Doležal             | Czechy        | 5907  | 10 lutego(dts) br   | Praga        |

Pogrubioną czcionką oznaczono zawodników, którzy wystartowali na mistrzostwach.

## Rezultaty
Do rywalizacji przystąpiło 12 zawodników.

### Bieg na 60 metrów
Opracowano na podstawie materiału źródłowego.
| Poz | Bieg | Zawodnik                | Państwo                            | Czas | Punkty | Uwagi |
| --- | ---- | ----------------------- | ---------------------------------- | ---- | ------ | ----- |
| 1.  | 2    | Karl Robert Saluri      | Estonia                            | 6,75 | 973    | CB    |
| 3.  | 2    | Tim Duckworth           | Wielka Brytania                    | 6,85 | 936    |       |
| 3.  | 2    | Jorge Ureña             | Hiszpania                          | 6,96 | 897    | SB    |
| 4.  | 2    | Martin Roe              | Norwegia                           | 7,03 | 872    |       |
| 5.  | 1    | Andreas Bechmann        | Niemcy                             | 7,05 | 865    | =     |
| 6.  | 1    | Fredrik Samuelsson      | Szwecja                            | 7,06 | 861    |       |
| 7.  | 2    | Jiří Sýkora             | Czechy                             | 7,08 | 854    |       |
| 8.  | 1    | Basile Rolnin           | Francja                            | 7,13 | 837    |       |
| 8.  | 1    | Witalij Żuk             | Białoruś                           | 7,13 | 837    | PB    |
| 10. | 1    | Janek Õiglane           | Estonia                            | 7,55 | 830    | PB    |
| 11. | 2    | Ilja Szkurieniow        | Autoryzowani lekkoatleci neutralni | 7,18 | 819    |       |
| 12. | 1    | Thomas Van der Plaetsen | Belgia                             | 7,35 | 762    |       |

### Skok w dal
Opracowano na podstawie materiału źródłowego.
| Poz. | Zawodnik                | Państwo                            | #1   | #2   | #3   | Rezultat | Punkty | Uwagi | Punkty po 2/7 |
| ---- | ----------------------- | ---------------------------------- | ---- | ---- | ---- | -------- | ------ | ----- | ------------- |
| 1.   | Tim Duckworth           | Wielka Brytania                    | 7,79 | x    | 7,74 | 7,79     | 1007   | SB    | 1943          |
| 2.   | Fredrik Samuelsson      | Szwecja                            | 7,39 | 7,43 | 7,66 | 7,66     | 975    | PB    | 1836          |
| 2.   | Ilja Szkurieniow        | Autoryzowani lekkoatleci neutralni | 7,36 | 7,43 | 7,66 | 7,66     | 975    |       | 1794          |
| 4.   | Thomas Van der Plaetsen | Belgia                             | 7,57 | 7,45 | 7,52 | 7,57     | 952    |       | 1714          |
| 5.   | Martin Roe              | Norwegia                           | 7,53 | 7,49 | 7,53 | 7,53     | 942    |       | 1814          |
| 6.   | Karl Robert Saluri      | Estonia                            | 7,49 | x    | 7,48 | 7,49     | 932    |       | 1905          |
| 7.   | Basile Rolnin           | Francja                            | 7,44 | 7,38 | 7,13 | 7,44     | 920    |       | 1757          |
| 8.   | Jorge Ureña             | Hiszpania                          | 7,29 | 7,11 | 7,39 | 7,39     | 908    |       | 1805          |
| 8.   | Andreas Bechmann        | Niemcy                             | 7,11 | 7,23 | 7,39 | 7,39     | 908    | PB    | 1773          |
| 10.  | Jiří Sýkora             | Czechy                             | 7,36 | x    | x    | 7,36     | 900    |       | 1754          |
| 11.  | Janek Õiglane           | Estonia                            | 7,14 | 7,23 | 6,89 | 7,23     | 869    |       | 1699          |
| 12.  | Witalij Żuk             | Białoruś                           | x    | x    | 6,55 | 6,55     | 709    |       | 1546          |

### Pchnięcie kulą
Opracowano na podstawie materiału źródłowego.
| Poz. | Zawodnik                | Państwo                            | #1    | #2    | #3    | Rezultat | Punkty | Uwagi | Punkty po 3/7 |
| ---- | ----------------------- | ---------------------------------- | ----- | ----- | ----- | -------- | ------ | ----- | ------------- |
| 1.   | Witalij Żuk             | Białoruś                           | 16,32 | 15,26 | 15,81 | 16,32    | 871    | PB    | 2417          |
| 2.   | Martin Roe              | Norwegia                           | 15,59 | 15,60 | 15,53 | 15,60    | 827    |       | 2641          |
| 3.   | Janek Õiglane           | Estonia                            | 14,99 | 15,50 | x     | 15,50    | 820    | PB    | 2519          |
| 4.   | Basile Rolnin           | Francja                            | 13,30 | 14,56 | 15,17 | 15,17    | 800    | PB    | 2557          |
| 5.   | Jiří Sýkora             | Czechy                             | 14,60 | 15,09 | 15,05 | 15,05    | 795    | PB    | 2549          |
| 6.   | Fredrik Samuelsson      | Szwecja                            | 12,35 | 13,92 | 14,69 | 14,69    | 771    | PB    | 2607          |
| 7.   | Jorge Ureña             | Hiszpania                          | x     | x     | 14,68 | 14,68    | 770    | PB    | 2575          |
| 8.   | Ilja Szkurieniow        | Autoryzowani lekkoatleci neutralni | 13,55 | 13,61 | 14,30 | 14,30    | 747    |       | 2541          |
| 9.   | Andreas Bechmann        | Niemcy                             | 13,55 | 14,04 | x     | 14,04    | 731    |       | 2504          |
| 10.  | Karl Robert Saluri      | Estonia                            | x     | 13,84 | x     | 13,84    | 719    |       | 2624          |
| 11.  | Thomas Van der Plaetsen | Belgia                             | 13,76 | 13,66 | 13,36 | 13,76    | 714    |       | 2428          |
| 12.  | Tim Duckworth           | Wielka Brytania                    | 11,73 | 12,89 | 12,97 | 12,97    | 665    |       | 2608          |

### Skok wzwyż
Opracowano na podstawie materiału źródłowego.
| Poz. | Zawodnik                | Państwo                            | #1,80 | #1,83 | #1,86 | #1,89 | #1,92 | #1,95 | #1,98 | #2,01 | #2,04 | #2,07 | #2,10 | #2,13 | #2,16 | Rezultat | Punkty | Uwagi | Razem po 4/7 |
| ---- | ----------------------- | ---------------------------------- | ----- | ----- | ----- | ----- | ----- | ----- | ----- | ----- | ----- | ----- | ----- | ----- | ----- | -------- | ------ | ----- | ------------ |
| 1.   | Tim Duckworth           | Wielka Brytania                    | –     | –     | –     | –     | –     | –     | –     | xo    | o     | o     | o     | o     | xxx   | 2,13     | 925    |       | 3533         |
| 2.   | Thomas Van der Plaetsen | Belgia                             | –     | –     | –     | –     | –     | –     | o     | –     | xo    | o     | o     | xxx   |       | 2,10     | 896    | SB    | 3324         |
| 3.   | Andreas Bechmann        | Niemcy                             | –     | –     | –     | o     | o     | o     | xo    | o     | o     | xo    | xxx   |       |       | 2,07     | 868    | PB    | 3372         |
| 3.   | Fredrik Samuelsson      | Szwecja                            | –     | –     | –     | –     | o     | –     | o     | o     | o     | xxo   | xxx   |       |       | 2,07     | =      | 3475  |              |
| 3.   | Jorge Ureña             | Hiszpania                          | –     | –     | o     | –     | –     | o     | –     | xo    | o     | xxo   | xxx   |       |       | 2,07     | SB     | 3443  |              |
| 6.   | Ilja Szkurieniow        | Autoryzowani lekkoatleci neutralni | –     | –     | –     | –     | –     | –     | o     | o     | o     | xxx   |       |       |       | 2,04     | 840    |       | 3381         |
| 6.   | Basile Rolnin           | Francja                            | –     | –     | –     | –     | o     | xo    | xo    | xxo   | xxo   | xxr   |       |       |       | 2,04     | 840    |       | 3397         |
| 8.   | Janek Õiglane           | Estonia                            | –     | –     | –     | –     | o     | –     | o     | xo    | xxx   |       |       |       |       | 2,01     | 813    | =     | 3332         |
| 9.   | Witalij Żuk             | Białoruś                           | –     | –     | o     | xo    | o     | xo    | xo    | xxx   |       |       |       |       |       | 1,98     | 785    |       | 3202         |
| 10.  | Jiří Sýkora             | Czechy                             | –     | –     | –     | –     | o     | –     | xxx   |       |       |       |       |       |       | 1,92     | 731    |       | 3280         |
| 10.  | Martin Roe              | Norwegia                           | –     | o     | o     | xo    | o     | xxx   |       |       |       |       |       |       |       | 1,92     | 731    |       | 3372         |
| –    | Karl Robert Saluri      | Estonia                            | DNS   |       |       |       |       |       |       |       |       |       |       |       |       | DNS      |        |       |              |

### Bieg na 60 m przez płotki
Opracowano na podstawie materiału źródłowego.
| Poz. | Bieg | Zawodnik                | Państwo                            | Czas | Punkty | Uwagi | Razem po 5/7 |
| ---- | ---- | ----------------------- | ---------------------------------- | ---- | ------ | ----- | ------------ |
| 1.   | 2    | Jorge Ureña             | Hiszpania                          | 7,78 | 1038   | =     | 4481         |
| 2.   | 1    | JIlja Szkurieniow       | Autoryzowani lekkoatleci neutralni | 8,02 | 977    |       | 4358         |
| 2.   | 2    | Jiří Sýkora             | Czechy                             | 8,02 | 977    |       | 4257         |
| 4.   | 2    | Tim Duckworth           | Wielka Brytania                    | 8,16 | 942    |       | 4475         |
| 5.   | 2    | Janek Õiglane           | Estonia                            | 8,18 | 937    |       | 4269         |
| 6.   | 2    | Fredrik Samuelsson      | Szwecja                            | 8,20 | 932    |       | 4407         |
| 7.   | 1    | Thomas Van der Plaetsen | Belgia                             | 8,29 | 910    |       | 4234         |
| 8.   | 2    | Martin Roe              | Norwegia                           | 8,36 | 893    | PB    | 4265         |
| 9.   | 1    | Andreas Bechmann        | Niemcy                             | 8,55 | 848    |       | 4220         |
| 10.  | 1    | Witalij Żuk             | Białoruś                           | 8,57 | 843    |       | 4045         |
| –    | 2    | Basile Rolnin           | Francja                            | DNS  |        |       |              |

### Skok o tyczce
Opracowano na podstawie materiału źródłowego.
| Poz. | Zawodnik                | Państwo                            | #4,40 | #4,50 | #4,60 | #4,70 | #4,80 | #4,90 | #5,00 | #5,10 | #5,20 | #5,30 | #5,40 | Rezultat | Punkty | Uwagi | Razem po 6/7 |
| ---- | ----------------------- | ---------------------------------- | ----- | ----- | ----- | ----- | ----- | ----- | ----- | ----- | ----- | ----- | ----- | -------- | ------ | ----- | ------------ |
| 1.   | Ilja Szkurieniow        | Autoryzowani lekkoatleci neutralni | –     | –     | –     | –     | o     | –     | o     | o     | o     | xxx   |       | 5,20     | 072    |       | 5330         |
| 1.   | Andreas Bechmann        | Niemcy                             | –     | –     | –     | o     | o     | o     | xo    | xo    | o     | xxx   |       | 5,20     | 072    | =     | 5192         |
| 1.   | Thomas Van der Plaetsen | Belgia                             | ––    | –     | –     | –     | –     | –     | o     | –     | xxo   | –     | xxx   | 5,20     | 072    |       | 5206         |
| 4.   | Fredrik Samuelsson      | Szwecja                            | –     | o     | –     | o     | o     | o     | o     | xxx   |       |       |       | 5,00     | 910    | =     | 5317         |
| 4.   | Tim Duckworth           | Wielka Brytania                    | –     | –     | o     | o     | xo    | xo    | o     | xxx   |       |       |       | 5,00     | 910    |       | 5385         |
| 4.   | Jorge Ureña             | Hiszpania                          | –     | –     | o     | –     | o     | xo    | xxo   | xxx   |       |       |       | 5,00     | 910    | SB    | 5391         |
| 7.   | Martin Roe              | Norwegia                           | –     | o     | o     | o     | xo    | o     | xxx   |       |       |       |       | 4,90     | 880    | =     | 5145         |
| 8.   | Janek Õiglane           | Estonia                            | –     | –     | –     | –     | o     | –     | xr    |       |       |       |       | 4,80     | 849    |       | 5118         |
| 8.   | Witalij Żuk             | Białoruś                           | –     | –     | o     | xo    | xo    | xxx   |       |       |       |       |       | 4,80     | 849    | PB    | 4894         |
| –    | Jiří Sýkora             | Czechy                             | xr    |       |       |       |       |       |       |       |       |       |       | NM       | 0      |       | 4257         |

### Bieg na 1000 metrów
Opracowano na podstawie materiału źródłowego.
| Poz. | Zawodnik                | Państwo                            | Czas    | Punkty | Uwagi |
| ---- | ----------------------- | ---------------------------------- | ------- | ------ | ----- |
| 1.   | Jorge Ureña             | Hiszpania                          | 2:44,27 | 827    |       |
| 2.   | Ilja Szkurieniow        | Autoryzowani lekkoatleci neutralni | 2:45,35 | 815    |       |
| 3.   | Andreas Bechmann        | Niemcy                             | 2:45,86 | 809    | SB    |
| 4.   | Fredrik Samuelsson      | Szwecja                            | 2:45,99 | 808    |       |
| 5.   | Martin Roe              | Norwegia                           | 2:46,17 | 806    | PB    |
| 6.   | Witalij Żuk             | Białoruś                           | 2:47,18 | 795    |       |
| 7.   | Thomas Van der Plaetsen | Belgia                             | 2:48,30 | 783    |       |
| 8.   | Tim Duckworth           | Wielka Brytania                    | 2:49,44 | 771    | PB    |
| 9.   | Jiří Sýkora             | Czechy                             | 2:50,58 | 759    |       |
| –    | Janek Õiglane           | Estonia                            | DNS     | 0      | DNS   |

### Końcowa klasyfikacja
Opracowano na podstawie materiału źródłowego.
     Rekordy życiowe w poszczególnych konkurencjach
| Poz. | Zawodnik                | Narodowość                         | 60m  | W dal | Kula  | Wzwyż | 60m ppł | Tyczka | 1000m   | Punkty | Uwagi |
| ---- | ----------------------- | ---------------------------------- | ---- | ----- | ----- | ----- | ------- | ------ | ------- | ------ | ----- |
| 01 ! | Jorge Ureña             | Hiszpania                          | 6,96 | 7,39  | 14,68 | 2,07  | 7,78    | 5,00   | 2:44,27 | 6218   | WL    |
| 02 ! | Tim Duckworth           | Wielka Brytania                    | 6,85 | 7,79  | 12,97 | 2,13  | 8,16    | 5,00   | 2:49,44 | 6156   |       |
| 03 ! | Ilja Szkurieniow        | Autoryzowani lekkoatleci neutralni | 7,18 | 7,66  | 14,30 | 2,04  | 8,02    | 5,20   | 2:45,36 | 6145   |       |
| 4.   | Fredrik Samuelsson      | Szwecja                            | 7,06 | 7,66  | 14,69 | 2,07  | 8,20    | 5,00   | 2:45,99 | 6125   | PB    |
| 5.   | Andreas Bechmann        | Niemcy                             | 7,05 | 8,55  | 14,04 | 2,07  | 7,95    | 5,20   | 2:45,86 | 6001   |       |
| 6.   | Thomas Van der Plaetsen | Belgia                             | 7,35 | 7,57  | 13,76 | 2,10  | 8,29    | 5,20   | 2:48,30 | 5989   |       |
| 7.   | Martin Roe              | Norwegia                           | 7,03 | 7,53  | 15,60 | 1,92  | 8,36    | 4,90   | 2:46,17 | 5951   | =     |
| 8.   | Witalij Żuk             | Białoruś                           | 7,13 | 6,55  | 16,32 | 1,98  | 8,57    | 4,80   | 2:47,18 | 5689   |       |
| 9.   | Janek Õiglane           | Estonia                            | 7,15 | 7,23  | 15,50 | 2,01  | 8,18    | 4,80   | DNS     | 5185   |       |
| 10.  | Jiří Sýkora             | Czechy                             | 7,08 | 7,36  | 15,09 | 1,92  | 8,02    | NM     | 2:50,58 | 5016   |       |
| –    | Basile Rolnin           | Francja                            | 7,13 | 7,44  | 15,17 | 2,04  | DNS     | –      | –       | DNF    | DNF   |
| –    | Karl Robert Saluri      | Estonia                            | 6,75 | 7,49  | 13,84 | DNS   | –       | –      | –       | DNF    | DNF   |